# 콤프소수쿠스
콤프소수쿠스는 아벨리사우루스과 공룡의 절멸한 한 속으로, 학명은 "귀여운 악어"라는 뜻이다. 콤프소수쿠스는 백악기 말기 동안 지금의 인도에 서식했다. 콤프소수쿠스는 1933년 프리드리히 폰 후에네와 찰스 알프레드 머틀리에 의해 기술되었다. 모식종은 콤프소수쿠스 솔루스이다. 이 속은 의문명으로 생각되고 있다.